# Hitman (computerspelserie)
Hitman is een serie computerspellen, ontwikkeld door het Deense bedrijf IO Interactive. Het eerste spel in de serie kwam uit op 19 november 2000.

## Plot
De reeks spellen draait om een kale huurmoordenaar, die de codenaam 47 draagt, naar de barcode die sinds zijn jeugd achter op zijn hoofd getatoeëerd is. Hitman werd ontwikkeld op de in 2000 ontwikkelde Glacier-engine en is sindsdien uitgegroeid tot een van de paradepaardjes van uitgever Eidos Interactive. Het spel laat de speler toe vrij te bepalen hoe hij de opgelegde moorden uitvoert, ofwel heel stil en sluw, met behulp van vermommingen en verdoving, ofwel als een massamoordenaar, die iedereen die zijn weg kruist neerknalt.

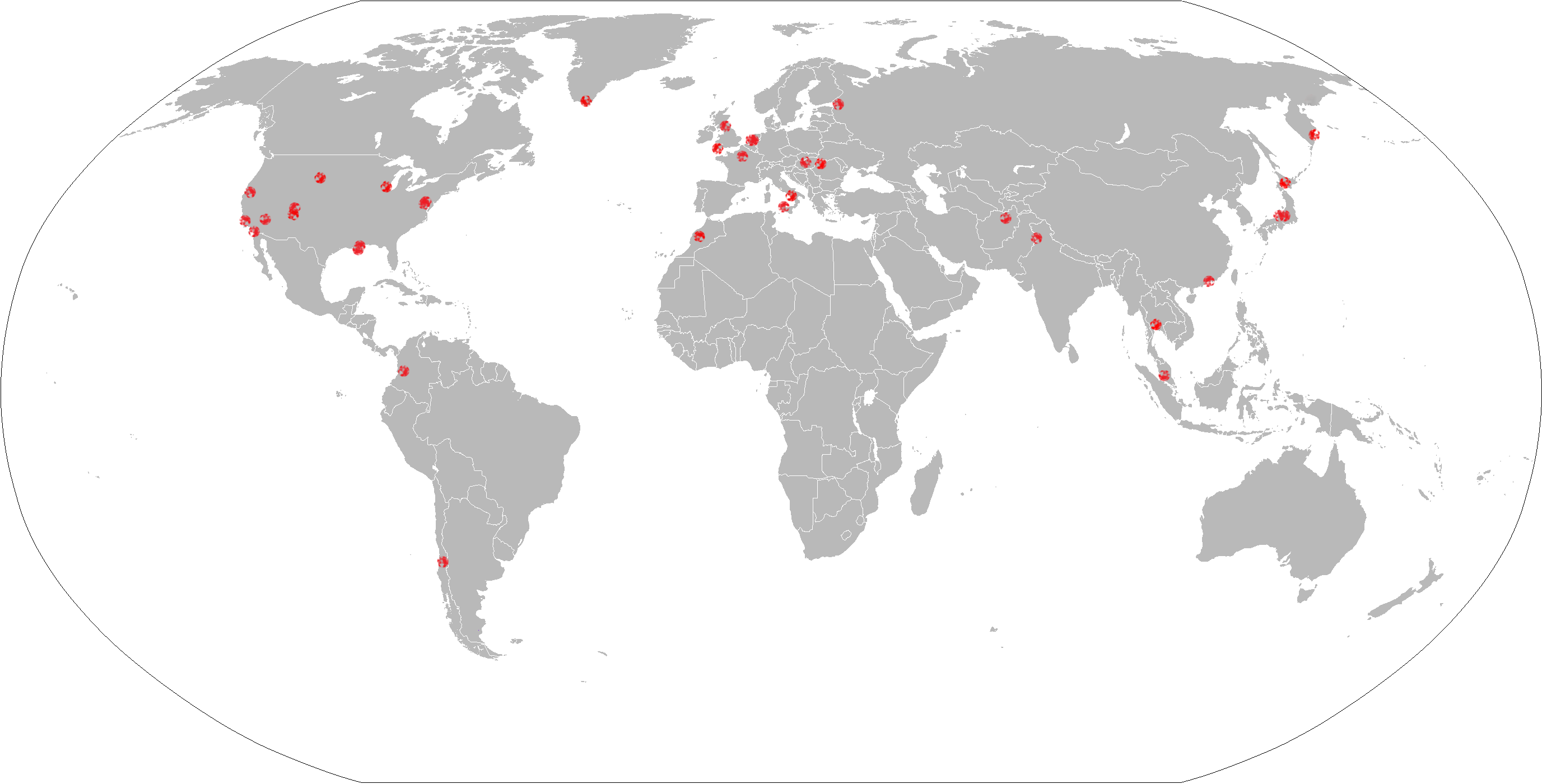
Een overzicht van plaatsen waar taken worden uitgevoerd in Hitman.

## Verhaallijn
De verhaallijnen van alle uitgebrachte spellen zijn deels gelijkend maar tegelijkertijd ook verschillend. Ze zijn gelijkend omwille van het feit dat het steeds om dezelfde hoofdrolspeler draait, 'Agent 47'. Hij is een voortreffelijk moordenaar die in de loop der jaren, na het hebben uitgevoerd van tal van moorden voor verschillende individu's, een uitstekende reputatie krijgt. Dankzij het hebben verkregen van deze reputatie krijgt hij de kans om voor een specifieke doelgroep acties uit te voeren. Deze doelgroepen zijn de rijken. Ze willen enkel het beste en verkrijgen ook het beste, Mr. 47.
Tijdens alle spellen werkt Mr. 47 steeds voor hetzelfde agentschap, de ICA. ICA staat voor International Contract Agency. Dit agentschap is een internationale clandestiene organisatie die moorden regelt en ook voor huurlingen zorgt voor eender wie op aarde. Het is een agentschap dat overal actief is, van Amerika tot Eurazië. Daarnaast heeft het ICA zeer nauwe banden met politienetwerken van over de hele wereld. Hierbij denkt men aan de FBI, CIA en MI6 (beter bekend van James Bond).

## Gameplay
De gameplay bestaat uit het uitschakelen van het doelwit van de speler, op eender welke manier. De speler krijgt telkens een missie waarin hij of zij een bepaald iemand moet gaan vermoorden en beschikt over tal van attributen om te beslissen hoe men het gaat uitvoeren. Men kan het op een sluwe manier aanpakken en ervoor zorgen dat niemand hem of haar ooit heeft gezien, maar de speler kan ook gewoon met de deur in huis vallen en iedereen op een roekeloze manier afmaken. Om het voor spelers makkelijker te maken, is het mogelijk de kleren van anderen in het spel te stelen. Zo kan men bijvoorbeeld de elektricien vermoorden of bedwelmen, en daarna zijn kleren aandoen om zo te proberen ongemerkt tot aan het doelwit te geraken.
Het loont echter om de Silent Assassin-waardering te krijgen aan het einde van de missie, dat wil zeggen: alleen de doelen uitschakelen, geen burgerdoden en geen geactiveerde alarmen.

## Lijst van spellen
| Release | Titel                     | Platform                                                                      |
| ------- | ------------------------- | ----------------------------------------------------------------------------- |
| 2000    | Hitman: Codename 47       | Windows                                                                       |
| 2002    | Hitman 2: Silent Assassin | GameCube, PlayStation 2, Windows, Xbox                                        |
| 2004    | Hitman: Contracts         | PlayStation 2, PlayStation 3, Windows, Xbox, Xbox 360                         |
| 2006    | Hitman: Blood Money       | PlayStation 2, PlayStation 3,PlayStation 4, Windows, Xbox, Xbox 360, Xbox One |
| 2012    | Hitman: Absolution        | PlayStation 3, PlayStation 4, Windows, Xbox 360, Xbox One                     |
| 2013    | Hitman Trilogy HD         | PlayStation 3, Xbox 360                                                       |
| 2014    | Hitman GO                 | Android, iOS, PlayStation 4, Windows, Windows Phone                           |
| 2015    | Hitman: Sniper            | Android, iOS                                                                  |
| 2016    | Hitman                    | Linux, OS X, PlayStation 4, Windows, Xbox One, Stadia                         |
| 2018    | Hitman 2                  | PlayStation 4, Windows, Xbox One, Stadia                                      |
| 2021    | Hitman 3                  | PlayStation 5, Xbox Series X, Windows, PlayStation 4, Xbox One, Stadia        |

## Verfilmingen
- Hitman (2007)
- Hitman: Agent 47 (2015)